# Le Petit Royaume de Ben et Holly
 (octobre 2012).

Le Petit Royaume de Ben et Holly (Ben and Holly's Little Kingdom) est une série télévisée d'animation britannique en 104 épisodes de 11 minutes créée par Neville Astley et Mark Baker, diffusée entre le 3 avril 2009 et le 24 décembre 2013 sur Nickelodeon Junior.
Au Canada, la série a été diffusée à partir du 7 septembre 2009 dans Mini TFO sur TFO, et en France sur Nickelodeon Junior en 2011 et 2012, sur France 5 dans Zouzous depuis le 11 août 2012.

## Synopsis
Ce dessin animé raconte les histoires de la princesse Holly, fille du roi et de la reine Chardon et de Ben, un elfe. 
Accompagnés d'une foule de personnages, qui sont récurrents au fil des épisodes, ils leur arrivent des histoires fantastiques où la magie ne leur rend pas toujours service.

## Distribution

### Voix originales
- Preston Nyman : Ben Elfe
- Sian Taylor : Princesse Holly
- Ian Puleston-Davies : le roi Chardon
- Sara Crowe : la reine Chardon
- Zoe Baker : Pâquerette / Coquelicot
- Sarah Ann Kennedy : Nounou Prune
- David Graham : le Vieil Elfe Sage
- John Sparkes : M. Elfe / le roi Marigold
- Judy Flynn : Mme Elfe / Gloria Gnome
- Taig McNab : Gaston la coccinelle
- Abigail Daniels : Lucy
- David Rintoul : Barbe Rouge le pirate elfe
- Morwenna Banks : Mme Figue / Mme Nevralgie / la reine Marigold
- Andy Hamilton : Capitaine Squid
- Stanley Nickless : Barnabé Elfe
- Zara Siddiqi : Fraise
- Alexander Armstrong : le fée maire
- Bram Karek : Zyros

### Voix françaises
- Déborah Rouach : Ben Elfe
- Maia Baran : Princesse Holly
- Fabienne Loriaux : la reine Chardon
- Michel Hinderyckx : le roi Chardon
- Béatrice Marlier : Nounou Prune
- Lionel Bourguet : Narrateur
- Mélanie Dermont : Barnabé
- Jennifer Baré : Fraise (saison 1) / Rose (saison 2)
- Version française
  - Studio de doublage : C YOU SOON
  - Direction artistique : Véronique Fyon
  - Adaptation : Philippe Mestiri

## Épisodes
- La première saison contient 52 épisodes, diffusée entre 2009 et 2011.
- La deuxième saison contient 52 épisodes, diffusée entre 2012 et 2013.